# MJESC 2023
MJESC 2023 – maltańskie preselekcje do 21. Konkursu Piosenki Eurowizji dla Dzieci (2023). W kwietniu 2023 maltański nadawca PBS zapowiedział że preselekcje wyłonią tylko reprezentanta, a po wyborze reprezentanta zostaną otwarte zgłoszenia dla kompozytorów. Preselekcje wygrała Yulan Law.

## Uczestnicy
3 lipca 2023 maltański nadawca opublikował listę uczestników, wśród nich znalazła się zwyciężczyni pierwszej maltańskiej edycji The Voice Kids oraz artyści powracający z poprzednich lat.

## Głosowanie
Proporcje głosowania to 80% jury i 20% głosowania widzów. 29 lipca 2023 zostało otwarte głosowanie w półfinałach które trwało do 5 sierpnia.
W finale ujawniono że w skład jury wchodzili: Claudia Faniello, Matt Blxck i Ryan Hili.

## Półfinały
Półfinały zostały nagrane kilka dni przed emisją półfinałów, emisja pierwszego półfinału odbyła się 22 lipca a drugiego półfinału 29 lipca. W jednym półfinale wystąpiło 12 uczestników gdzie kolejno każdy wykonał pierwszy przesłany cover, do finału zakwalifikowała się najlepsza 12 z obu półfinałów, Osoby które przeszły etap półfinałów wykonają w finale drugi przesłany cover podczas zgłoszeń.
7 lipca 2023 strona preselekcji na Instagramie opublikowała film na którym ukazane jest losowanie półfinałów, później zostały opublikowane w artykułach.

### Pierwszy Półfinał
Pierwszy Półfinał został wyemitowany 22 lipca 2023.
| Lp. | Uczestnik             | Cover                          | Oryginalny Wyk.      | Kwalifikacja do finału |
| --- | --------------------- | ------------------------------ | -------------------- | ---------------------- |
| 1   | Emelie Vella          | „Control”                      | Zoe Wess             | N                      |
| 2   | Mia Lanzon            | „Crazy”                        | Gnarls Barkley       | N                      |
| 3   | Point Blank           | „From Now On”                  | The Greatest Showman | T                      |
| 4   | Keira Farrugia        | „I Know Where I've Been”       | Queen Latifah        | T                      |
| 5   | Emma Farrugia         | „Holding Out For a Hero”       | Bonnie Tyler         | T                      |
| 6   | Isis Jade Miller      | „Wings”                        | Little Mix           | N                      |
| 7   | Aaliyah Grech         | „Rise”                         | Katy Perry           | T                      |
| 8   | Dawn Desira           | „Who's Lovin' You”             | The Jackson 5        | T                      |
| 9   | Geneve Dimech         | „Hurt”                         | Christina Aguilera   | N                      |
| 10  | Shyann Cutajar        | „Dancing With Your Ghost”      | Sasha Sloan          | T                      |
| 11  | Ella Seychell Navarro | „Until I Found You”            | Stephen Sanchez      | N                      |
| 12  | Cesca Galea           | „Something's Got a Hold On Me” | Christina Aguilera   | T                      |

### Drugi Półfinał
Drugi Półfinał został wyemitowany 29 lipca 2023.
| Lp. | Uczestnik             | Piosenka                             | Oryginalny Wyk.           | Kwalifikacja do finału |
| --- | --------------------- | ------------------------------------ | ------------------------- | ---------------------- |
| 1   | Anneka Xerri          | „Lost On You”                        | Veronika Romano           | T                      |
| 2   | Naomi Camilleri       | „Flowers”                            | Miley Cyrus               | N                      |
| 3   | Krista Chircop        | „Remember”                           | Becky Hill & David Guetta | N                      |
| 4   | Zoya Failla           | „Something's Got a Hold On Me”       | Christina Aguilera        | N                      |
| 5   | Maria Curmi           | „Feeling Good”                       | Michael Bublé             | N                      |
| 6   | Chanel Mifsud         | „All I Want”                         | Olivia Rodrigo            | N                      |
| 7   | Kaylyn Mallia         | „Feeling Good”                       | Michael Bublé             | T                      |
| 8   | Yulan Law             | „Hold My Hand”                       | Lady Gaga                 | T                      |
| 9   | Daylin Cassar Randich | „And I Am Telling You I'm Not Going” | Jennifer Hudson           | T                      |
| 10  | Jade Schembri         | „All I Want”                         | Olivia Rodrigo            | N                      |
| 11  | Marcus Mifsud         | „Before You”                         | Benson Boone              | N                      |
| 12  | Andrea Camilleri      | „Somebody To Love”                   | Glee Cast                 | T                      |

## Finał
W Finale który odbył się 12 sierpnia 2023 wystąpiło 12 osób awansujących z półfinałów wykonując drugi przesłany cover podczas zgłoszeń. Finał wygrała Yulan Law dzięki czemu będzie reprezentować Maltę na Eurowizji Junior 2023 w Nicei.
| Lp. | Uczestnik             | Piosenka          | Oryginalny Wyk.           | Miejsce |
| --- | --------------------- | ----------------- | ------------------------- | ------- |
| 1   | Point Blank           | „Born This Way”   | Lady Gaga                 | -       |
| 2   | Yulan Law             | „Reflection”      | Christina Aguilera        | 1       |
| 3   | Kaylyn Mallia         | „Tattoo”          | Loreen                    | -       |
| 4   | Aaliyah Grech         | „Mama Knows Best” | Jessie J                  | -       |
| 5   | Anneka Xerri          | „Can't Hold Us”   | Macklemore                | -       |
| 6   | Shyann Cutajar        | „Unstoppable”     | Sia                       | -       |
| 7   | Daylin Cassar Randich | „Remember”        | Becky Hill & David Guetta | 2       |
| 8   | Cesca Galea           | „Trustfall”       | P!nk                      | -       |
| 9   | Emma Farrugia         | „Unicorn”         | Noa Kirel                 | -       |
| 10  | Keira Farrugia        | „Knock On Wood”   | Amii Stewart              | -       |
| 11  | Andrea Camilleri      | „Bridges”         | Alika                     | -       |
| 12  | Dawn Desira           | „Crazy in Love”   | Beyoncé                   | 3       |